# Plaine de Gioia Tauro
La plaine de Gioia Tauro (en italien : Piana di Gioia Tauro et en calabrais : A Chjiana ou la Chjàna) est une plaine alluviale de Calabre (Italie), bordée à l'ouest par la mer Tyrrhénienne et à l'est par la massif montagneux de l'Aspromonte. Aujourd'hui, la plaine de Gioia Tauro se situe entièrement à l'intérieur de la province de Reggio de Calabre.
La majorité du territoire est consacrée à la culture des oliviers et des agrumes et ainsi la plupart des activités de la population sont liées à l'agriculture (notamment à l'extraction de l'huile d'olive).

## Toponymie
La plaine de Gioia Tauro est initialement connue comme la Vallis Salinarum par les romains et les byzantins. Ce nom est utilisé jusqu'au Moyen Âge avant d'être progressivement remplacé par le terme de plaine de San Martino et San Giorgio (elle est indiquée sous ce nom dans un acte rédigé en 1305 par le roi Charles II d'Anjou).
Au XVIe siècle, alors que la ville de Taurianova devient un des centres les plus importants de la région, la zone prend le nom de plaine de Taurianova puis, lorsque c'est au tour de Seminara de devenir au XVIIe siècle le centre féodal du sud de la Calabre, celle-ci devient la plaine de Seminara (et plus rarement la plaine de Calabre).
Avec le déclin de Seminara, la région est ensuite nommée plaine de Palmi (cette ville étant alors le chef-lieu du District de Palmi, division administrative du royaume de Naples et ensuite du royaume des Deux-Siciles qui occupait approximativement l'actuelle zone de la plaine de Gioia Tauro). Depuis le XIXe siècle, l'usage du nom plaine de Gioia Tauro s'est peu à peu imposé tandis que Gioia Tauro devenait à la fois la ville la plus peuplée de la zone et un centre international du commerce de l'huile d'olive.

## Histoire
Le pape Léon II (mort en l'an 683) aurait été, selon certaines sources, le fils d'un certain Paolo Manejo, médecin renommé, et serait né dans l'actuelle plaine de Gioia Tauro au VIIe siècle.
Le mariage du roi Roger Ier de Sicile, d'origine normande et fondateur du comté de Sicile (qui deviendra ensuite le royaume de Sicile), avec la noble normande Judith d'Évreux fut célébré en 1062 dans la plaine de Gioia Tauro.
Dans des temps plus modernes, la plaine de Gioia Tauro fut violemment touchée par les cinq séismes de février et de mars 1783 en Calabre dont le premier (celui du 5 février 1783), d'une magnitude estimée à 7 sur l'échelle de Richter et qui fit près de 25 000 victimes, se déclencha justement à proximité d'Oppido Mamertina, en plein centre de la plaine de Gioia Tauro. Celui-ci rasa complètement l'ancienne ville d'Oppido qui due être reconstruite en intégralité plus à l'est.
Un siècle et demi plus tard, la plaine de Gioia Tauro fut aussi touchée par le séisme du 28 décembre 1908 à Messine, qui causa des dommages importants dans plusieurs villages de la région.

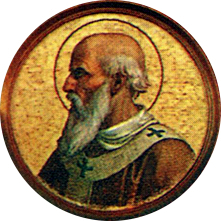
Le pape Léon II.
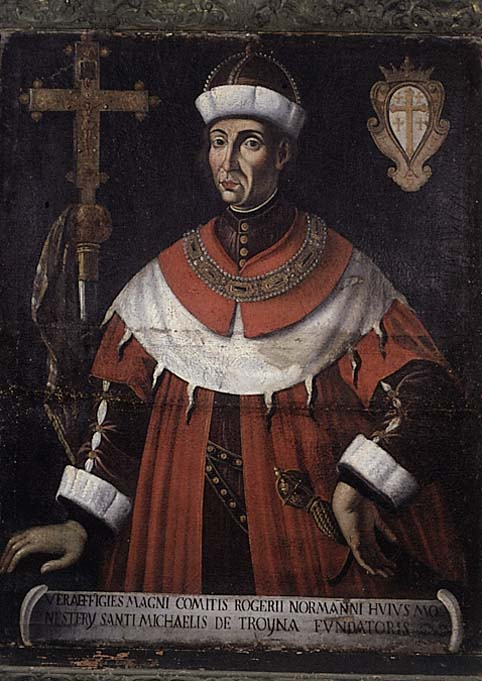
Roger Ier de Sicile.
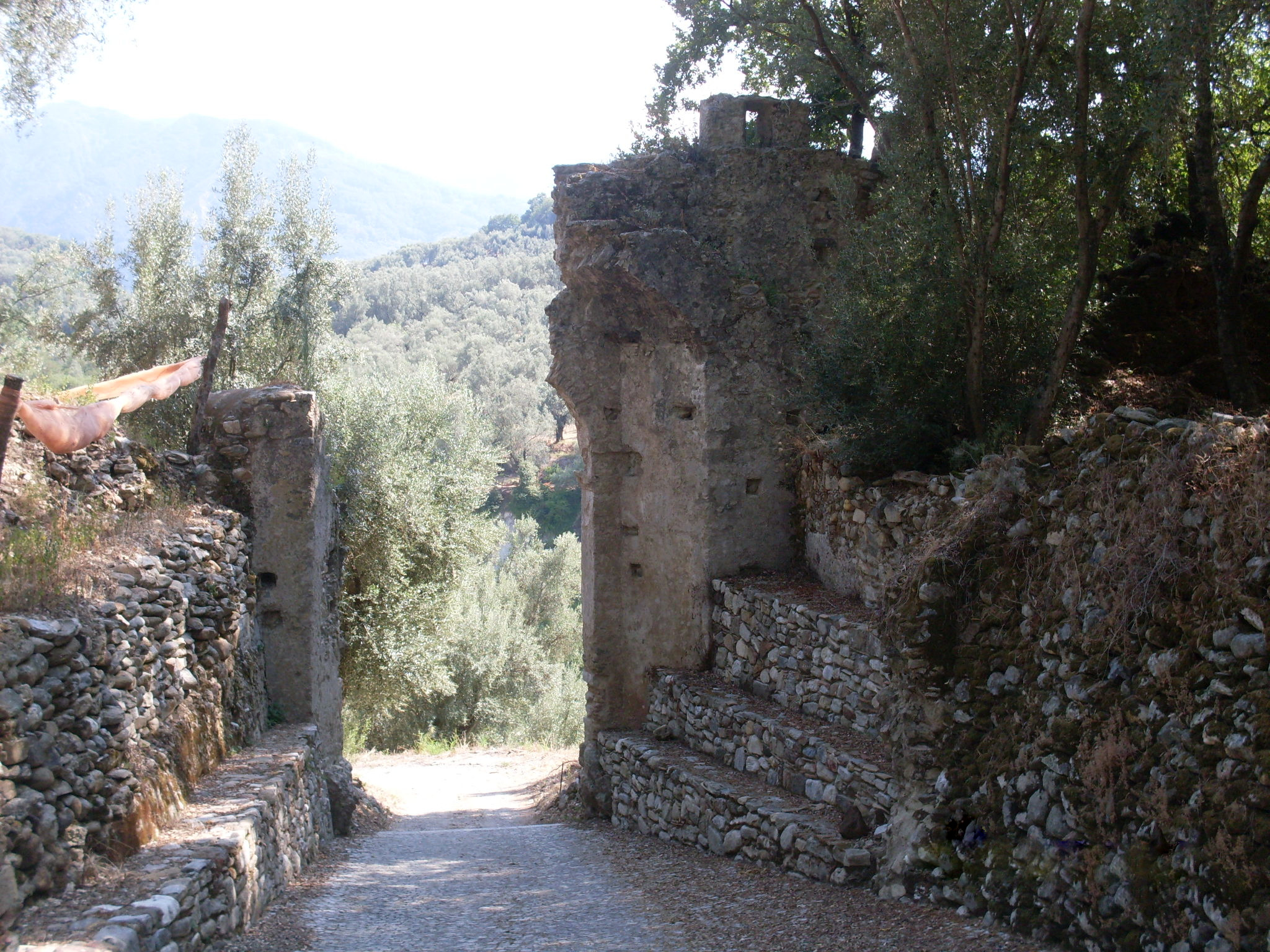
La porte Sud de l'ancienne ville d'Oppido.

## Liste des communes

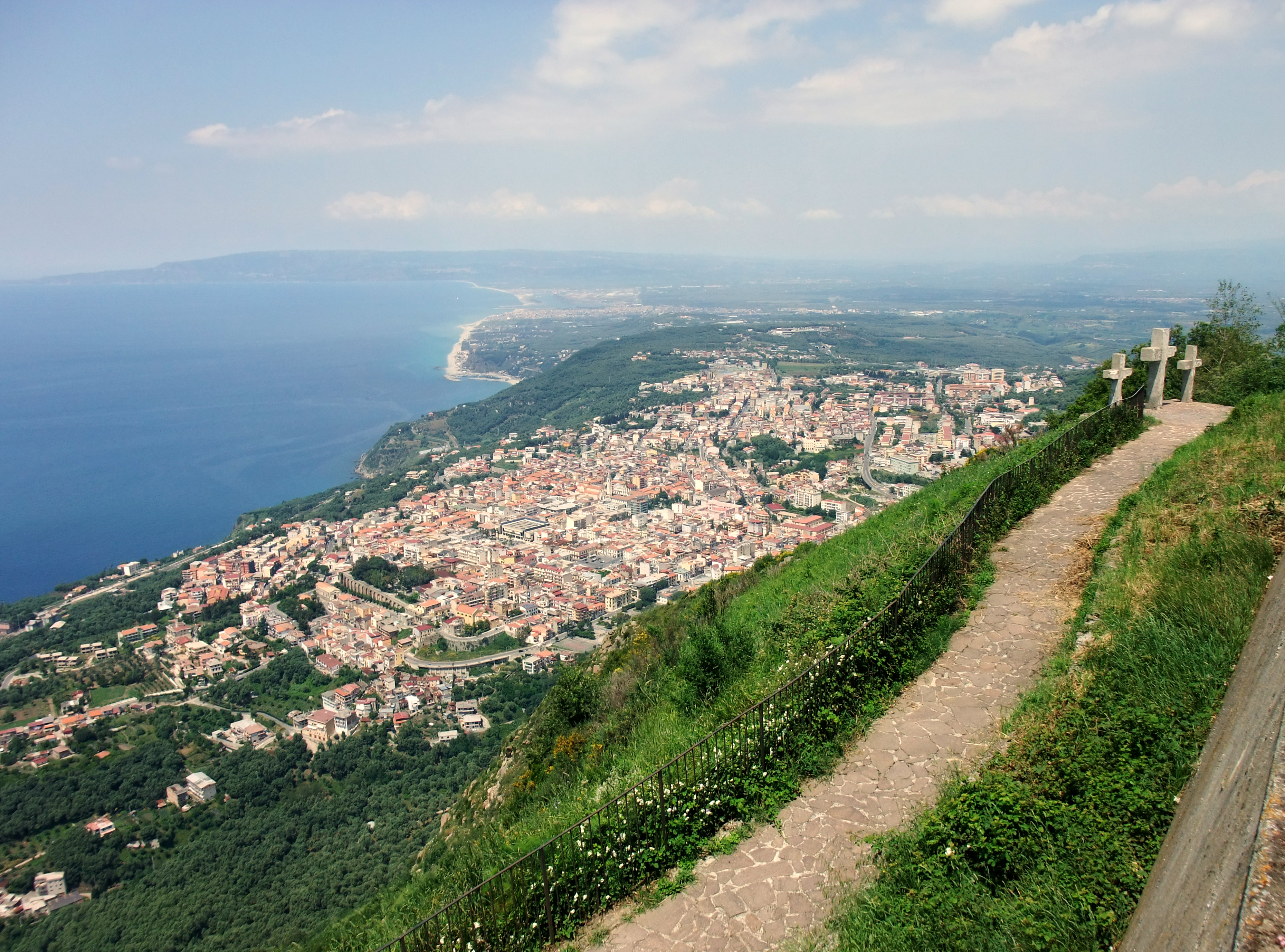
Panorama de Palmi.

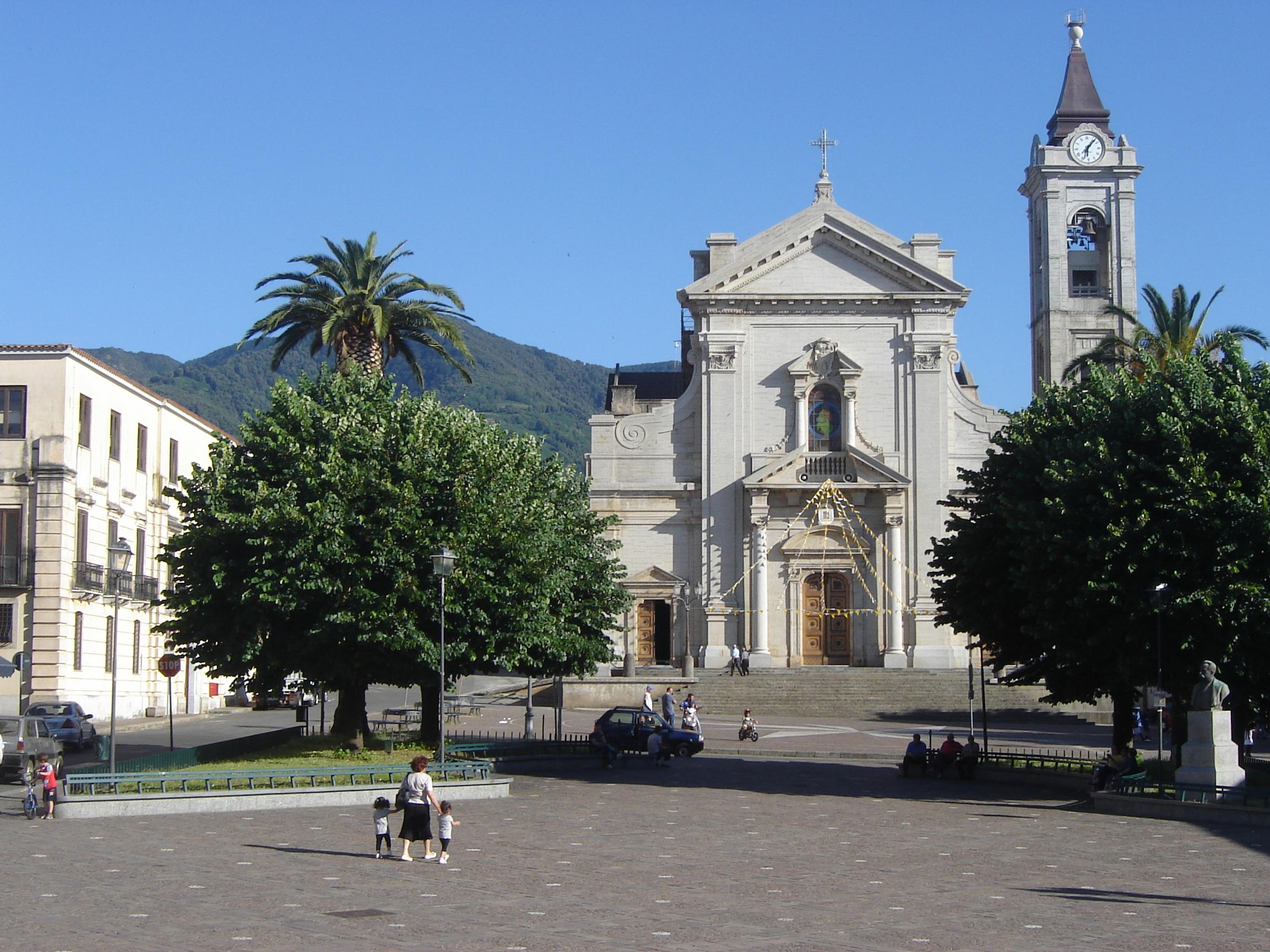
Vu de la Cathédrale d'Oppido Mamertina.

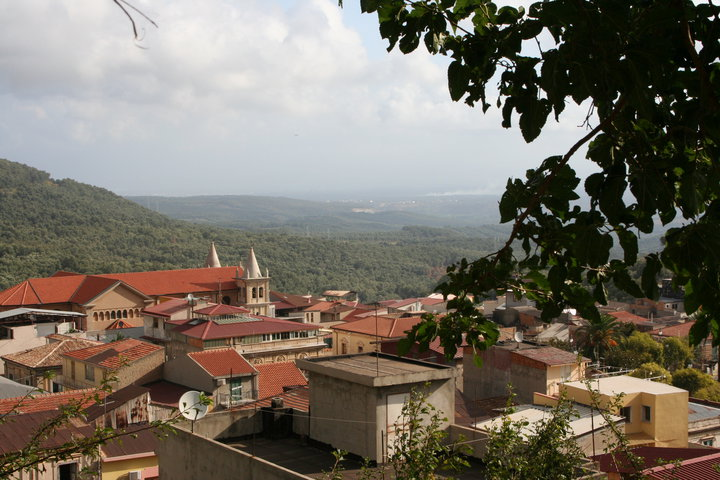
Panorama de Seminara.

Liste des communes de la plaine de Gioia Tauro par nombre d'habitants :
| Commune                     | Population |
| --------------------------- | ---------- |
| Gioia Tauro                 | 20 034     |
| Palmi                       | 18 809     |
| Taurianova                  | 15 602     |
| Rosarno                     | 14 841     |
| Polistena                   | 10 384     |
| Cittanova                   | 10 307     |
| Rizziconi                   | 7 798      |
| Cinquefrondi                | 6 503      |
| Oppido Mamertina            | 5 291      |
| Laureana di Borrello        | 5 115      |
| Melicucco                   | 5 045      |
| San Ferdinando              | 4 731      |
| Delianuova                  | 3 338      |
| San Giorgio Morgeto         | 3 106      |
| Seminara                    | 2 741      |
| Molochio                    | 2 640      |
| Anoia                       | 2 179      |
| Varapodio                   | 2 160      |
| Sinopoli                    | 2 109      |
| Giffone                     | 1 825      |
| Galatro                     | 1 690      |
| Feroleto della Chiesa       | 1 672      |
| Maropati                    | 1 581      |
| San Pietro di Caridà        | 1 233      |
| Santa Cristina d'Aspromonte | 1 054      |
| Melicuccà                   | 1 004      |
| Scido                       | 931        |
| Serrata                     | 922        |
| Cosoleto                    | 865        |
| San Procopio                | 563        |
| Terranova Sappo Minulio     | 534        |
| Candidoni                   | 407        |

## Économie
Outre l'agriculture, la plaine de Gioia Tauro est aussi un hub du trafic maritime et abrite ainsi le port de Gioia Tauro, premier port italien et cinquième méditerranéen en termes de trafic conteneurs.